# Simply Deep
Simply Deep – pierwszy debiutancki, solowy album amerykańskiej wokalistki pop i R&B Kelly Rowland wydany przez Columbia Records (Sony BMG) w dniu 28 października 2002 w Ameryce Północnej i 3 lutego 2003 w Europie. Producentami albumu byli: Rich Harrison, Robert Smith, BAM & Ryan, Solange Knowles, Damon Elliott, Troy Johnson, Rob Fusari, Alonzo Jackson, Mark J. Feist.
Album zadebiutował na miejscu #12 listy Billboard 200 i uzyskał status złotej płyty w Stanach Zjednoczonych. Natomiast "Simply Deep" w Wielkiej Brytanii królował na szczycie tamtejszych list sprzedaży.

## Lista utworów
| #   | Tytuł                                      |      |
| --- | ------------------------------------------ | ---- |
| 1.  | "Stole"                                    | 4:09 |
| 2.  | "Dilemma" (Nelly featuring Kelly Rowland)  | 4:49 |
| 3.  | "Haven't Told You"                         | 3:42 |
| 4.  | "Can't Nobody"                             | 4:04 |
| 5.  | "Love/Hate"                                | 3:08 |
| 6.  | "Simply Deep" (featuring Solange Knowles)  | 3:22 |
| 7.  | "(Love Lives in) Strange Places"           | 3:32 |
| 8.  | "Obsession"                                | 3:36 |
| 9.  | "Heaven"                                   | 3:59 |
| 10. | "Past 12"                                  | 3:28 |
| 11. | "Everytime You Walk Out That Door"         | 4:08 |
| 12. | "Train on a Track"                         | 3:43 |
| 13. | "Beyond Imagination"                       | 3:21 |
| 14. | "Make U Wanna Stay" (featuring Joe Budden) | 4:09 |

### Bonus
| #   | Tytuł                                         |      |
| --- | --------------------------------------------- | ---- |
| 15. | "Une Femme En Prison" (featuring Stomy Bugsy) | 5:07 |
| 16. | "Stole (Urban Version)"                       | 3:02 |
| 17. | "No Coincidence"                              | 3:45 |
| 18. | "What Would You Do"                           | 3:58 |
| 19. | "Stole (Maurice's Nu Soul Mix)"               | 7:40 |

## Listy sprzedaży

### Najwyższa pozycja i certyfikat
| Lista (2002)                     | Sprzedaż             | Najwyższa Pozycja | Certyfikat |
| -------------------------------- | -------------------- | ----------------- | ---------- |
| USA Billboard 200                | Billboard            | 12                | Złoto      |
| USA Billboard R&B/Hip-Hop Albums | Billboard            | 3                 | Złoto      |
| Lista (2003)                     | Sprzedaż             | Najwyższa Pozycja | Certyfikat |
| Australia                        | ARIA                 | 5                 | Złoto      |
| Austria                          | Media Control Europe | 42                |            |
| Kanada                           | Nielsen Soundscan    |                   | Złoto      |
| Dania                            | IFPI / Nielsen       | 5                 |            |
| Finlandia                        | GLF                  | 17                |            |
| Francja                          | SNEP/IFOP            | 47                |            |
| Niemcy                           | Media Control        | 14                |            |
| Hongkong                         |                      |                   | Złoto      |
| Irlandia                         | IRMA                 |                   | Złoto      |
| Nowa Zelandia                    | RIANZ                | 7                 | Złoto      |
| Norwegia                         | VG Nett              | 14                |            |
| Singapur                         |                      |                   | Złoto      |
| Szwecja                          | GLF                  | 32                |            |
| Szwajcaria                       | Media Control Europe | 17                |            |
| Wielka Brytania                  | BPI                  | 1                 | Platyna    |

## Single
| Okładka | Informacje |
| ------- | --- |
|         | Dilemma (featuring Nelly) - Wydany: Lipiec 2002 - Pozycje na listach: #1 (USA), #1 (UK)                                   |
|         | Stole - Wydany: - Październik 2002 (Ameryka Północna) - Styczeń 2003 (świat) - Pozycje na listach: #27 (USA), #2 (UK)     |
|         | Can't Nobody - Wydany: - Styczeń 2003 (Ameryka Północna) - Kwiecień 2003 (świat) - Pozycje na listach: #94 (USA), #5 (UK) |
|         | Train on a Track - Wydany: Czerwiec 2003 - Pozycje na listach: #20 (UK)                                                   |
|         | Une Femme En Prison (featuring Stomy Bugsy) - Wydany: Sierpień 2003 - Pozycje na listach: #63 (FRA)                       |